# مرقد الامام سلطان ساقي
وهو أحد أحفاد جعفر الطيار ابن عم النبي يقع المرقد في منطقة تسعين القديمة التركمانية الواقعة في الجنوب الغربي من مدينة كركوك الواقعة ضمن مقبرة لأهالي منطقة تسعين القديمة حيث كانوا يدفنون موتاتهم حول المقبرة تبركًا بالامام سلطان ساقي وحالياً منعت من الزيارة بسبب احتلال القوات الأمريكية للمقبرة.
قال أن (سلطان ساقي) ضريحين دفنا في هذه المنطقة المنكوبة من قبل. وسبب مجيئهم إلى هذه المنطقة هو التشريد من ظلم العباسيين انذاك وجائواو سكنوا في هذه المنطقة الامنة وبقوا فيها حتى وافاهم الاجل، لماذا اذكرهما بشخصين لان سلطانه اخت ساقي وكلاهما احفاد جعفر الطيار ابن عم الرسول وجعفر أخ علي وهو ابن أبي طالب.
ولهذا هذه الاضرحة أصبحت مكانا للزيارة ولكل الأعياد أهل منطقة التسعين كانوا يزورونها طوال السنين. وموتاهم نعم من القديم تدفن في هذه المقبرة
تبركا لهم.